# Il cappello da prete
Il cappello da prete és una pel·lícula de 1944 dirigida per Ferdinando Maria Poggioli.
El tema està extret de la novel·la Il cappello del prete d'Emilio De Marchi, i fou guionistzat per Sergio Amidei i Giacomo Debenedetti.

## Argument
Nàpols, 1888. El baró de Santafusca, descendent d'una família noble, porta una vida dissipada. Per pagar els seus deutes, es veu obligat a vendre la seva casa; intenta robar de la casa d'un capellà molt ric i, sorprès durant el robatori, mata el capellà que havia acumulat grans sumes mitjançant l'exercici de l'ucoratge, després es desfà del cos tirant-lo a un pou abandonat. Així pot continuar la seva vida de gresca i luxe, fins que el remordiment pel crim comès desencadena en ell un procés d'autodestrucció: els malsons del baró, turmentat i perseguit per l'única prova que queda de l'assassinat, aquell barret de capellà que, gairebé animat per una vida pròpia, l'arrossega a una sèrie atrevida i al·lucinada de vicissituds a la vora de la bogeria i la presó.

## Repartiment
- Roldano Lupi: baró de Santafusca
- Lída Baarová: Marinella
- Luigi Almirante: don Cirillo, el capellà
- Carlo Lombardi: comte Vico di Spiano
- Loris Gizzi: marquès Usilli
- Checco Rissone: Filippino
- Diana Mercanti: Lellina, una ballarina
- Oreste Fares: Don Antonio
- Mario Colli: comte Ignazio
- Giovanni Grasso jr.: Francesco Scuoto, advocat
- Luigi Pavese: jutge Martellini
- Gorella Gori: Chiarina
- Riccardo Billi: barber
- Anna Capodaglio: Maddalena
- Gualtiero Isnenghi: sacerdot encarregat del vicariat
- Giuseppe Pierozzi: administrador del Sacro Monte dels òrfans
- Elio Marcuzzo: Giorgio di Sauro
- Giacinto Molteni: sacerdot
- Nicola Maldacea: Un amic de Filippino

## Producció
Produïda per Sandro Ghenzi de Universalcine en associació amb Cines, la pel·lícula es va rodar a Cinecittà l'estiu de 1943 (va ser una de les últimes pel·lícules que es van completar als estudis romans, abans que fossin abandonats per esdeveniments bèl·lics contingents).
Tenia el visat de censura n. 1 de 4 d'octubre de 1944. El seu títol provisional durant la realització va ser "Castigo".

## Distribució
La pel·lícula es va estrenar al circuit de cinema italià el 10 de novembre de 1944.

## Recepció
Pel que fa a gairebé totes les pel·lícules italianes del 1930 i la primera meitat del 1940, no hi ha dades oficials sobre els ingressos econòmics de la pel·lícula, encara que diverses fonts indiquen que la pel·lícula tenia poc èxit, probablement també penalitzat pel difícil període en què es va estrenar als cinemes.

## La crítica
| «                                               | "La part descriptiva de la història està composta amb gràcia, es pot dir que la pel·lícula té el mèrit d'un enquadrament perfecte, però els personatges i sobretot el del protagonista assassí es veuen amb un to dramàtic giallo. L'ambient meridional decimonònic es revifa amb la cura d'un col·leccionista. La trama gira estreta i freda al voltant de la personalitat del baró buscador de plaer, que mata per set de diners i plaer, sense que el seu crim mai tingui l'aparença o la justificació de la bogeria humana o la fatalitat apassionada. Sí, el final us arribarà com un tret." | » |
| — Fabrizio Sarazani, Il Tempo, 24 dicembre 1944 | |   |

| «                                                         | "[…] La direcció de Poggioli, amb l'excepció d'alguns retards en alguns detalls aproximats, és substancialment robusta, clara, procedeix per síntesi, pinzellades ràpides, anotacions rigoroses […] La interpretació de Roldano Lupi és intensa i sincera, la de Pavese continguda, la d'Almirante una mica subratllada." | » |
| — Mario Meneghini, L'Osservatore Romano, 28 dicembre 1944 | |   |

| «                                          | La coneguda novel·la de De Marchi té tot el que cal per aportar un tema jurídic. Hi ha el fet, el crim i la història, molt intel·ligents; i un cert ambient, un cert ambient. Poggioli potser va sentir el perill d'abandonar-se'n, amb aquests elements, a les temptacions del subjecte: forts i incisius, excessius, així ha suavitzat diversos elements en la mesura del possible, ara atenuant-los, ara simplificant-los, i el crim del baró de Santa Fusca, que, desordenat, mata un capellà per prendre possessió dels diners que tenia, aquest crim pesa sobre la primera part de la pel·lícula amb una emoció pròpia, feta amb tocs sòbries i sincers. És després, i sobretot a el final, quan el baró es torna boig, que la conclusió sembla tan evident com artificial, amb tons esquinçats i, sobretot, poc preparats." | » |
| — Mario Gromo, La Stampa, 16 novembre 1945 | |   |